# Luís Filipe de Sousa Leão
Luís Filipe de Sousa Leão (Jaboatão, 20 de julho de 1832 — 30 de agosto de 1898) foi um proprietário rural, desembargador e político brasileiro.
Foi deputado provincial, deputado geral e senador do Império do Brasil de 1880 a 1889 (na época imperial o cargo era vitalício), além de ministro da Marinha, de 6 de maio a 20 de agosto de 1885 (ver Gabinete Saraiva de 1885).